# Celorico da Beira
Celorico da Beira là một huyện thuộc tỉnh Guarda, Bồ Đào Nha. Huyện này có diện tích 247 km², dân số thời điểm năm 2001 là 8875 người.